# Breizbach
Der Breizbach ist ein etwa 6,6 km langer orographisch linker Zufluss der Ulster in der Rhön. Er beginnt im Gemeindegebiet von Hohenroda im nordhessischen Landkreis Hersfeld-Rotenburg und endet in Unterbreizbach im Wartburgkreis in Thüringen.

## Verlauf
Der Bach beginnt mit insgesamt sechs kleinen Quellbächen, die am Nordhang des 478 m hohen Grasbergs und bei dem Gut Grasgrube zwischen dem Nordwesthang des Grasbergs und dem Südosthang des Langebergs entspringen. Die Quelle des längsten von ihnen befindet sich auf ca. 375 m Höhe in einem kleinen Waldstück beim Gut Grasgrube und speist zunächst einen kleinen Teich. Der „Hessen Hotelpark Hohenroda“ und das dazu gehörige Feriendorf im „Schwarzengrund“ an der Kreisstraße K 6 liegen etwa 1,2 km nördlich.
Die ersten etwa 1,5 km von der ersten der Quellen nach Nordosten sind durch den Zusammenfluss der verschiedenen Quellbäche charakterisiert. Erst unmittelbar vor Erreichen der K 6 in Oberbreitzbach stößt der letzte dieser Quellbäche von Süden in den nun vereinten Breizbach. Er verläuft dann von dort nach Osten und unterquert nach etwa 200 m die Landesstraße L 3173, die hier von Mansbach im Süden nach Oberbreitzbach und weiter zum Kernort Hohenroda führt. Dann fließt er auf etwa 5 km Fließstrecke zunächst nach Osten, dann in langem Bogen durch ein tief eingeschnittenes und landschaftlich schönes Tal, den „Glaamer Grund“, zwischen der „Sommerliede“ (361 m) im Norden und der „Winterliede“ (370 m) im Süden bzw. Südosten, nach Nordosten, dabei mehrere Fischteiche speisend. Er passiert Glaam südöstlich, biegt wieder in langem Bogen entlang der Unterbreizbacher Straße um nach Osten, und erreicht etwa 700 m nach Überqueren der Landesgrenze zwischen Hessen und Thüringen das westliche Ortsende von Unterbreizbach. Er unterquert das Dorf teilweise unterirdisch kanalisiert und mündet schließlich im Osten der Ortslage von links in die Ulster.

## Umweltbelastung

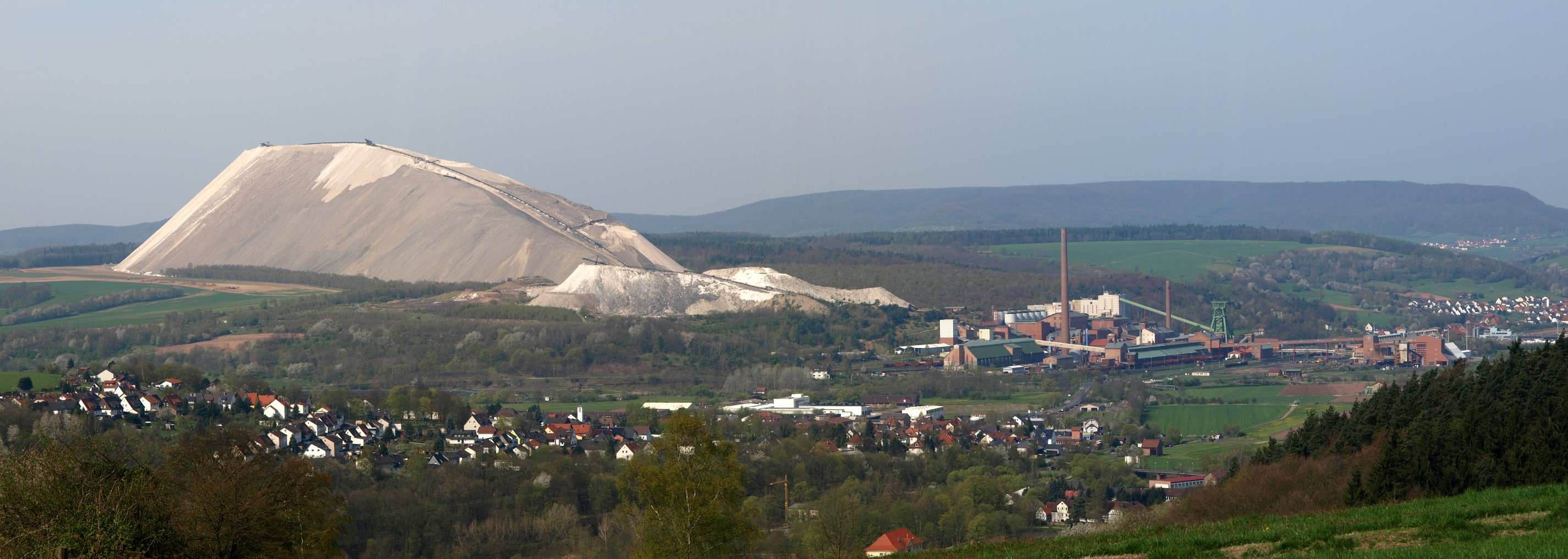
Die Abraumhalde Hattorf

Unmittelbar westlich von Unterbreizbach drücken stark salzbelastete Wässer von der großen Abraumhalde Hattorf, wo die festen Rückstände aus der Grube Hattorf-Wintershall und der Grube Unterbreizbach der K+S Aktiengesellschaft im nahen Philippsthal, aufgehaldet werden, aus dem steilen Berghang im Glaamer Grund in den Bach und dessen Ufergebiet. Gegen Jahresende 2022 begannen dort Bauarbeiten, um diese Wässer in einem Drainagesystem aufzufassen, zwischenzulagern und dann abtransportieren oder nach entsprechender Behandlung in den Breizbach einleiten zu können.